# جامعة كومينيوس
جامعة كومينيوس (بالإنجليزية: Comenius University)‏ تعد جامعة كومينيوس في براتيسلافا، أكبر جامعة في سلوفاكيا، وتقع معظم كلياتها في براتيسلافا.
تأسست عام 1919، بعد وقت قصير من إنشاء تشيكوسلوفاكيا. سميت على اسم جان آموس كومينيوس، مدرس وفيلسوف تشيكي من القرن السابع عشر.

## التاريخ
تأسست جامعة كومينيوس عام 1919 بمساعدة من جامعة كارلوفا الأكثر رسوخًا، كان من المفترض أن تحل محل جامعة إليزابيث السابقة التي كانت تقع في براتيسلافا منذ عام 1912 حيث تم حل الأخيرة بالقوة في عام 1919 من قبل صموئيل زوش، المفوض زوبان من سلوفاكيا، بعد أن رفض الأساتذة المجريون أداء قسم الولاء في ذلك الوقت في الأول، وقد تسبب هذا في لجوء غالبية أساتذة الجامعة (وبعض الطلاب) إلى بودابست، حيث أعيد تأسيس جامعة إليزابيث.
في عام 1937، تم افتتاح مبنى جامعي جديد لكليتي القانون والفلسفة في وسط براتيسلافا. يشتمل المبنى على قاعة كبيرة المستخدمة لحفلات التخرج وغيرها من المناسبات الرسمية.
خلال الحرب العالمية الثانية، أصبحت سلوفاكيا جمهورية اسميًا ، لكنها كانت في الواقع تحت سيطرة ألمانيا النازية، قلصت الحكومة الحريات الأكاديمية في الجامعة، وأجبر الأساتذة التشيك على الخروج. 
تم تغيير اسم الجامعة إلى الجامعة السلوفاكية في عام 1939، على الرغم من إعادة الاسم الأصلي في عام 1954.
افتتحت كلية العلوم في عام 1940 وأنشئت كلية اللاهوت الكاثوليكية الرومانية في عام 1941.
وعادت الحرية الأكاديمية بعد نهاية الحرب في عام 1945 ولكنها كانت كذلك، ألغيت مرة أخرى في عام 1948 عندما استولى الشيوعيون على السلطة في تشيكوسلوفاكيا، وفرضوا أيديولوجية الماركسية اللينينية في الجامعات التشيكوسلوفاكية.
أصبحت كلية اللاهوت الكاثوليكية تحت السيطرة المباشرة لوزارة التربية والتعليم، ومع ذلك، استمرت الجامعة في النمو، وتم إنشاء كليات جديدة (في الغالب عن طريق تقسيم الكليات الموجودة):
- كلية التربية عام 1946.
- كلية الصيدلة عام 1952.
- كلية التربية البدنية والرياضة عام 1960.
- كلية الطب بمارتن عام 1969.
- كلية الرياضيات والفيزياء عام 1980.

بعد الثورة المخملية في عام 1989، أنشأت الجامعة حكمًا ذاتيًا ديمقراطيًا، وألغيت الدورات الإلزامية حول الأيديولوجية الماركسية.
أدى تحول سلوفاكيا إلى اقتصاد السوق إلى خلق حاجة للمهنيين في العلوم الإدارية والمالية، ونتيجة لذلك، أنشأت الجامعة كلية الإدارة (1991) وكلية العلوم الاجتماعية والاقتصادية (2002).

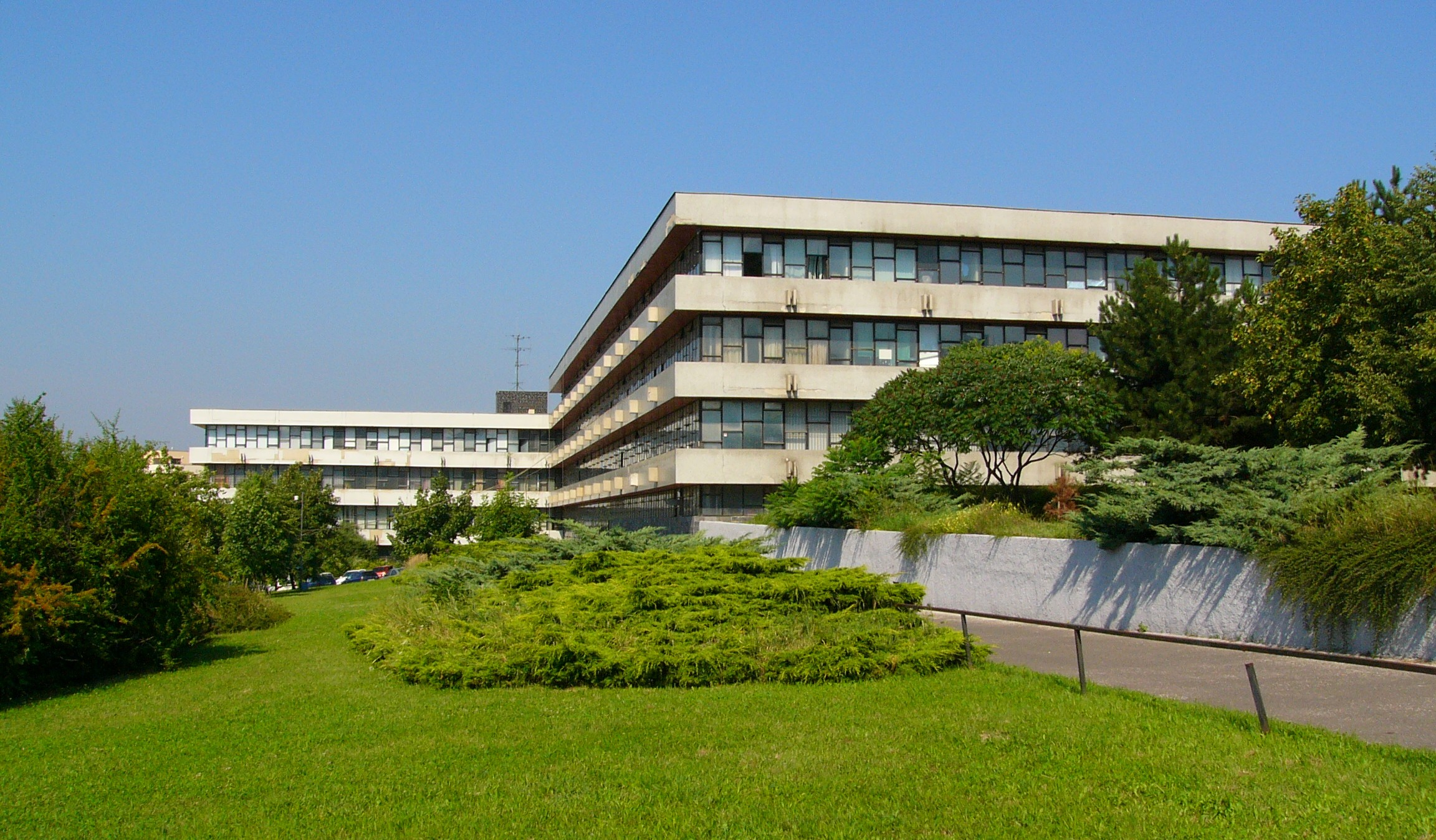
مبنى كلية الرياضيات والفيزياء والمعلوماتية ، يقع في الجزء الغربي من براتيسلافا

في عام 2000، تم تنفيذ نظام تحويل الرصيد الأوروبي لتحسين تنقل الطلاب وتسهيل المزيد من العلاقات مع الجامعات الأوروبية الأخرى.

## قائمة الكليات
هذه قائمة بكليات جامعة كومينيوس في براتيسلافا.
- كلية الطب
- كلية الحقوق
- كلية الفنون

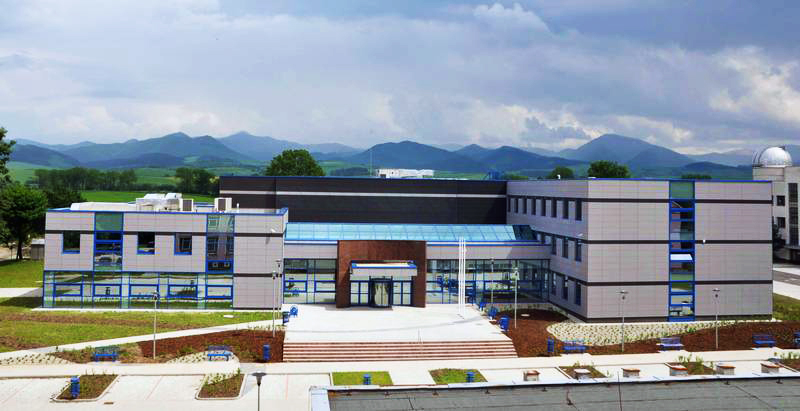
كلية الطب في مارتن

- كلية العلوم الطبيعية جامعة كومينيوس
- كلية التربية
- كلية الصيدلة
- كلية التربية البدنية والرياضة
- كلية الرياضيات والفيزياء والمعلوماتية
- كلية اللاهوت الكاثوليكي الروماني لسيريل وميثوديوس
- كلية اللاهوت الانجيلية اللوثرية
- كلية الإدارة
- كلية العلوم الاجتماعية والاقتصادية

## خريجون بارزون
- لوبومير بيلاك [الإنجليزية] - مغني وموسيقي وملحن ومنتج تلفزيوني
- إميل بنشيك [الإنجليزية]- صحفي ومترجم
- زوزانا بيوسكوفا [الإنجليزية] - عالمة إثنولوجيا
- جوزف بيرنيي [الإنجليزية] - رئيس حزب الائتلاف الهنغاري
- روبرت فيتسو - سياسي ورئيس وزراء سلوفاكيا السابق
- رودولف ماتشوش [الإنجليزية] - عالم لاهوت بروتستانتي وخبير في اللغة المندائية واللغة السامرية
- زورا مينتالوفا - زوبيركوفا [الإنجليزية]- عالم إثنوغرافي ومؤرخ ومتحف
- ميلان ميشيك [الإنجليزية]- جيولوجي وأستاذ جامعي
- فلاديمير بالكو [الإنجليزية]- وزير الداخلية السابق لسلوفاكيا
- لاديسلاف باتاكي [الإنجليزية]- عالم رياضي ، مدرب ألعاب القوى ، بطل ماجستير ألعاب القوى
- خوليان بودوبا [الإنجليزية]- أخصائية الغدد الصماء
- توماس راشيك [الإنجليزية]- ممثل ودبلوماسي
- إيفيتا راديكوفا - رئيس وزراء سلوفاكيا السابق
- أميري خضاير [الإنجليزية]- دبلوماسي ورائد أعمال وكاتب
- إرنست فالكو [الإنجليزية] - اغتيل محام دستوري
- يان فيلتشيك [الإنجليزية]- عالم الطب الحيوي ، ومعلم ، ومخترع ، ومحسن
- ستيفان زنام [الإنجليزية]- عالم رياضيات ، أول من تأمل مشكلة زنام في الرياضيات الحديثة
- ميروسلاف لاجاك - دبلوماسي، رئيس الجمعية العامة للأمم المتحدة للدورة الثانية والسبعين
- زوزانا تشابوتوفا- سياسي ، رئيس سلوفاكيا
- لوكاش بلانك [الإنجليزية]- أخصائي علم الأمراض الحائز على جائزة متخصص في أمراض الدم.

## وصلات خارجية
الموقع الرسمي